# Solstice (Thornton)
Solstice is een studioalbum van Phil Thornton. Na een aantal uitstapjes naar de wereldmuziek zocht Thornton het dichter bij huis; de Keltische cultuur met aanbidding van de zonnewende (Solstice). Ten tijde van dit album had Thornton zo’n 500.000 albums verkocht, met dit 21e album komt dat op een gemiddelde van 25.000 stuks per album. De hoes laat een verre afbeelding van Stonehenge zien, onvermijdelijk als Britten aan de zonnewende denken. Het album is opgenomen in de thuisstudio Expandibubble in Sussex. Voor het eerst maakte Thornton hier gebruik van computerapparatuur om opgenomen muziek te bewerken.

## Musici
- Phil Thornton – synthesizers, vocoder, akoestische gitaar, E-bow gitaar, blokfluiten en dwarsfluit, percussie
- Grant Young – fretloze basgitaar
- Ben Paley – viool
- Simon Williams – gitaar
- Simon Cowburn –percussie
- Dave Roberts – handdrums
- Hannah Burchell – flagolet
- Jan Thornton – analoge synthesizers

## Muziek
Alles door Thornton

| Nr. | Titel                           | Duur  |
| --- | ------------------------------- | ----- |
| 1.  | Summer solstice                 | 9:23  |
| 2.  | Embrace of the sun              | 7:34  |
| 3.  | Voice at the end of the rainbow | 5:33  |
| 4.  | Samhain                         | 8:54  |
| 5.  | Winter solstice                 | 8:14  |
| 6.  | While the green man sleeps      | 4:49  |
| 7.  | Awakening                       | 6:47  |
| 8.  | Beltane                         | 11:41 |